# Sosias-Maler

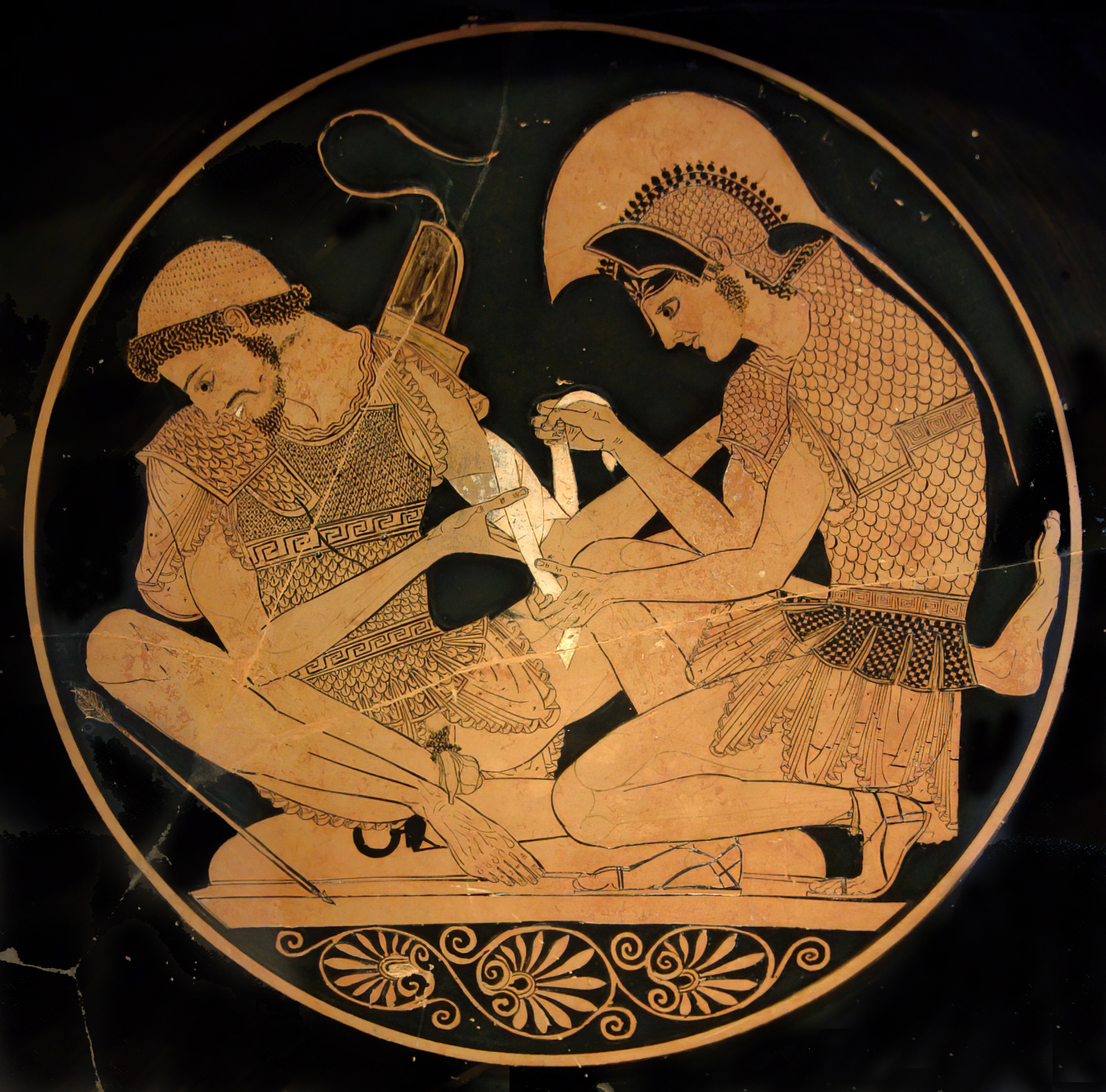
Achill versorgt die Wunden von Patroklos, Innenbild einer Kylix um 500 v. Chr., Antikensammlung Berlin

Der Sosias-Maler war ein heute namentlich nicht mehr bekannter attischer Vasenmaler, tätig um 500 v. Chr.
Seinen Notnamen verdankt er der von dem Töpfer Sosias signierten Schale in der Berliner Antikensammlung, der sogenannte Sosias-Schale. Möglicherweise ist er auch identisch mit dem Töpfer. Stilistisch steht der Sosias-Maler dem späten Euphronios nahe, so dass man eine Tätigkeit in dessen unmittelbaren Umfeld vermuten kann. Man zählt ihn deshalb zur sogenannten Pioniergruppe. Neben der Berliner Schale schrieb ihm John D. Beazley noch Fragmente eines Kantharos von der Athener Akropolis zu. Bei dem vom Töpfer Sosias signierten Untersatz („standlet of sosian type“) in der Berliner Antikensammlung, war sich Beazley unsicher, ob die Bemalung vom gleichen Maler ist wie die Berliner Schale, da nicht genug zu Vergleichen sei. Das kleine Fragment einer Schale in Oxford erinnerte Beazley an den Sosias-Maler. Für die Berliner Schale wurden jedoch auch andere Maler vorgeschlagen, was sich jedoch nicht durchsetzen konnte.